# 约翰内斯·埃尔姆
约翰内斯·埃尔姆（1998年3月26日—），爱沙尼亚男子田径运动员、2016年世界U20田径锦标赛男子十项全能铜牌得主、2024年世界室内田径锦标赛男子七项全能铜牌得主。